# 강미정
강미정(1984년 5월 28일~)은 대한민국 조국혁신당의 대변인이자 의정부 지역위원장이다. 

## 경력

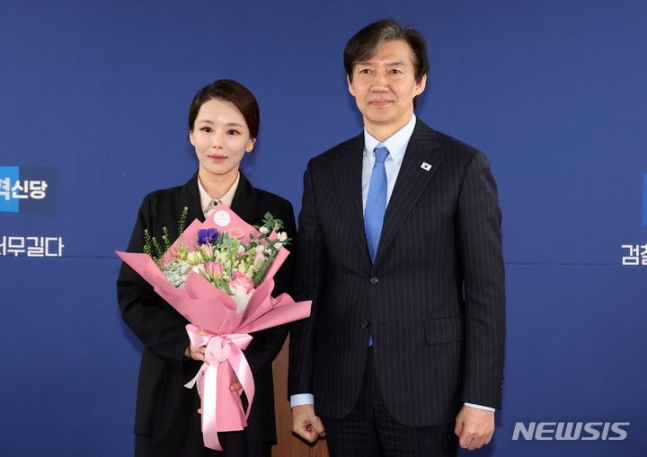

- 조국혁신당 대변인
- 의정부 지역위원장
- 아나운서

## 방송 진행
- MBC '일밤' 아나운서 공채 '신입사원' 출연
- MBC 생방송 오늘아침
- KBS 굿모닝 대한민국
- 국방 FM 즐거운병영